# Alopecosa parva
Espèce
Alopecosa parva est une espèce d'araignées aranéomorphes de la famille des Lycosidae.

## Distribution
Cette espèce est endémique du Daghestan en Russie,. Elle se rencontre vers Sarykum.

## Description
Le mâle holotype mesure 6,8 mm.

## Systématique et taxinomie
Cette espèce a été décrite par Ponomarev en 2024.

## Publication originale
- Ponomarev & Shmatko, 2024 : « Further notes on the spider fauna (Aranei) of southern Russia. » Caucasian Entomological Bulletin, vol. 20, no 2, p. 233-237.